# Eaton Hall (King City)

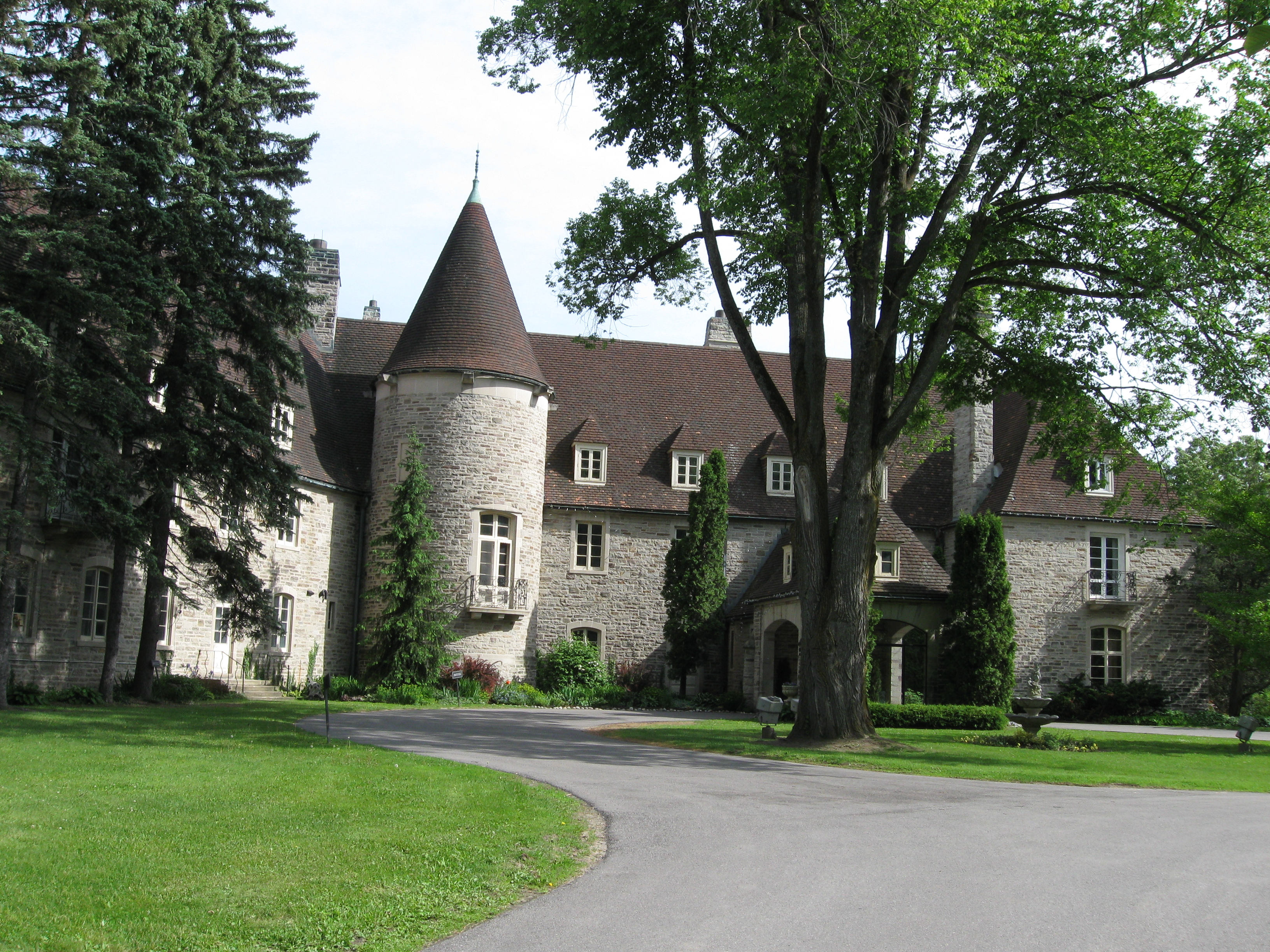
Vista parcial do Eaton Hall.

Eaton Hall é um palácio do Canadá localizado em King City, Ontário. 
O edifício foi construído como um château ao estilo normando por Lady Flora McCrea Eaton, em 1937, numa parcela de terra com 700 acres (2,8 km²), a qual havia sido adquirida pela própria Lady Eaton e pelo seu marido, Sir John Craig Eaton. Lady Eaton mudou-se para Eaton Hall depois da demolição de Ardwold, o seu palácio citadino. 
Eaton Hall fica adjacente a um corpo de água chamado de Lago Jonda (uma combinação das primeiras três letras do primeiro nome e dos nomes do meio do seu filho, John David Eaton), ficando próximo das florestas temperadas de King Township. Depois de concluído, o palácio continha 72 salas, tendo-se tornado num amado local de reunião para a família Eaton, proprietários dos armazéns de departamento Eaton's, sedeados em Toronto.
Depois da morte de Lady Eaton, em 1970, a terra foi vendida ao "Seneca College", o qual era, então, um colégio comunitário financiado provincialmente. Este estabeleceu as operações do King Campus naquelas terras em 1971, usando Eaton Hall como as suas instalações administrativas. Em 1977, foi construída uma nova instalação para expandir o colégio, e Eaton Hall tornou-se num Centro de Desenvolvimento Administrativo até 1991, ano em que foi convertido num hotel público e centro de conferências.
Têm sido filmados muitos filmes e programas televisivos no Eaton Hall, incluindo a cena final do filme galardoado A History of Violence.

## Ligação externa
- Pagina oficial de Eaton Hall